# Bhagatdih
Bhagatdih é uma vila no distrito de Dhanbad, no estado indiano de Jharkhand.

## Demografia
Segundo o censo de 2001, Bhagatdih tinha uma população de 33 263 habitantes. Os indivíduos do sexo masculino constituem 55% da população e os do sexo feminino 45%. Bhagatdih tem uma taxa de literacia de 58%, inferior à média nacional de 59,5%; a literacia é de 64% no sexo masculino e 36% no sexo feminino. 15% da população está abaixo dos 6 anos de idade.